# Ricardo González Fonseca
Pour les articles homonymes, voir Ricardo González.
Ricardo González Fonseca est un footballeur costaricien né le 6 mars 1974. Il joue actuellement avec l'Asociación Deportiva Belén en Primera División de Costa Rica.

## Carrière

### Carrière en club
- 1996-2005 : LD Alajuelense  Costa Rica
- 2005-2006 : Comunicaciones  Guatemala (31 matchs ; 0 but)
- 2006-2007 : LD Alajuelense  Costa Rica
- 2007-2011 : CS Herediano  Costa Rica (74 matchs ; 0 but)
- 2011-2014 : Uruguay de Coronado  Costa Rica (48 matchs ; 0 but)
- 2014-???? : Asociación Deportiva Belén  Costa Rica[1]

### Carrière internationale
González Fonseca a fait 43 apparitions pour l'équipe du Costa Rica dont trois matchs de qualifications pour la Coupe du monde 2006 et cinq match de qualifications pour la Coupe du monde 2010. Il a fait ses débuts dans un match amical contre l'équipe de Jamaïque le 27 septembre 1995.
González Fonseca a fait une apparition à la Copa América 2001 et quatre apparitions à la Copa América 2004. Il a également fait quatre apparitions en Gold Cup 2003.